# Reserve-Polizei-Bataillon 22
Das Reserve-Polizei-Bataillon 22 war eine militärische Einheit der deutschen Ordnungspolizei.

## Aufstellung
Etwa am 12. Oktober 1939 wurde nach Kriegsbeginn in Pommern und Mecklenburg aus Polizeibeamten und Reservisten der Polizeikräfte das Reserve-Polizei-Bataillon 22 gebildet. Die Verbandsangehörigen kamen aus Schneidemühl, Stolp, Köslin, Kolberg, Rostock, Güstrow und Schwerin sowie dazugehörigen Nachbargemeinden.

## Einsatz
Ab Mitte Juli 1940 war der Verband in Thorn in Polen stationiert, wo das Bataillon zunächst kritische Infrastruktur bewachte und Wachmannschaften für polnische Kriegsgefangene und Geiseln stellte. Im Raum Tucheler Heide wurde ein Einsatz zur Gefangennahme versprengte Soldaten der schon Monate zuvor abgeschlossenen Kämpfe gegen die polnischen Streitkräfte durchgeführt.
Am 20. Juli 1940 erfolgte die Rückverlegung nach Stettin, wo es mit Personal des dort aufgelösten Reserve-Polizei-Bataillon 21 und weiteren Mannschaften des Polizei-Bataillon 203 verstärkt und neu gegliedert wurde.
Im September 1941 wurde das Bataillon mit einer neuen in Berlin aufgestellten Fahrzeugstaffel mit ca. 80 Fahrzeugen teilmotorisiert. Bis dahin hatte der Verband reguläre Aufgaben der Schutzpolizei durchgeführt. Die 2./ Res.-Pol.-Bat. 22 war Ende August bis Anfang September für einen Einsatz in Polen abgestellt worden. Zu dieser Zeit verfügte der Verband über vier Kompanien, die Fahrzeugstaffel und einen Nachrichtenzug. Dabei war die 4. Kompanie als MG-Kompanie ausgerüstet.
Am 10. September 1941 wurde das Bataillon per Bahntransport nach Tilsit verlegt und wurde von dort mit Kraftfahrzeugen über Tauroggen nach Lettland gebracht. Vor diesem Einsatz war die 4. Kompanie aufgelöst und die Mannschaften auf die drei anderen Kompanien verteilt worden. In der Zeit vom 14. September 1941 bis zum 12. Januar 1942 waren die Kompanien auf verschiedene Orte verteilt und durch den Verband wurde Objektschutz, Polizeitätigkeit und die Bekämpfung von versprengten sowjetischen Soldaten sowie Partisanen vollzogen.
Als Unterstellungsverhältnis war das Bataillon direkt dem Befehlshaber der Ordnungspolizei Ostland und somit indirekt dem Höheren SS Polizeiführer beim Reichskommissariat Ostland unterstellt.
Kleinere Einsätze gegen Partisanen und russische Kommandotruppen gehörten zum regelmäßigen Aufgabengebiet. Es wurde ein starker Schwerpunkt auf die Ausbildung im militärischen Einsatz an der Front und im Kampf gegen Partisanen gelegt. Als Einsatzreserve des Sicherheitsdienstes (SD) wurde der Verband auch bei Gewaltmaßnahmen gegen die örtliche jüdische Bevölkerung eingesetzt.
Noch im Jahr 1941 kam es zu Einsätzen im Zusammenhang mit dem Ghetto in Riga. Beim Massaker von Rumbula waren Einheiten des Bataillons zur Absperrung der Mordstätte eingesetzt.
Ab dem 13. Januar 1942 wurde das Bataillon im Verband des Polizei-Regiment Nord bei Abwehrkämpfen im Raum Ilmensee/Staraja Russa zur Stabilisierung der Front eingesetzt. Dieser Einsatz dauerte bis zum 1. September 1942 und führte zu schweren Verlusten beim Bataillon.
Zur Auffrischung wurde der Verband wieder nach Tilsit verlegt. Nach der Auffrischung wurde das Bataillon als III. Bataillon/Polizei-Regiment 2 diesem Regiment zusammen mit den Reserve-Polizei-Bataillonen 11 und 13 unterstellt.
Zwischen dem 30. Oktober und dem 29. November 1942 war das Bataillon im Rahmen des Polizei-Regiment 2 an einem Sonderunternehmen der Sicherheitspolizei Bialystok beteiligt und nahm dort Bewachungsaufgaben wahr. In dieser Zeit wurde ein großer Teil der jüdischen Bevölkerung unter der Aufsicht der Polizisten in Züge verbracht und in das KZ Auschwitz deportiert.
Teilweise waren auch Angehörige des Verbands eingesetzt, um die jüdische Bevölkerung aus dem Umland ins Ghetto von Bialystok zu bringen. Dort wurden sie anderen Angehörigen der Schutzpolizei und der SS übergeben.
Am 8. Februar 1943 wurde das Ghetto von Sluzk als Auftakt zum Unternehmen Hornung geräumt. Am 7. Februar war das Bataillon dafür in der Nähe des Ghettos zusammengezogen worden. Die Polizeikräfte umstellten das Ghetto und räumten die Häuser des Ghettos. Alle Juden wurden zu einer Abtransportstelle gebracht. Auch Räumkommandos, die zum großen Teil aus Letten bestanden, wurden eingesetzt, um die Häuser zu räumen. Abschließend wurde die jüdische Bevölkerung zu Exekutionsstätten in der Nähe von Sluzk gebracht und ermordet, eine Beteiligung des Reserve-Polizei-Bataillons 22 ist nicht belegt.
Da sich herausstellte, dass noch einzelne Personen im Ghetto waren, wurden Angehörige der 1. Kompanie mit der finalen Räumung beauftragt, die darin gipfelte, dass Häuser angezündet wurden. Teilweise wurden dann die vor dem Feuer Fliehenden gezielt von Angehörigen des Bataillons erschossen.
Danach nahm der Verband vom 10. Februar bis zum 21. Februar am Unternehmen Hornung im Raum Morocz-Milewitschi teil. Unmittelbar anschließend folgte am 23. Februar das Unternehmen Gerda im Raum Schichtschitzy - Ruda-Greskaja.
Vom 2. März an bis zum 7. März wurde südlich der Rollbahn Brest-Sluzk im Bereich der Ortschaften Siniaka und Zajelnia das Unternehmen Föhn I durchgeführt.
Vom 10. März bis zum 11. März erfolgte das kurze Unternehmen Lipsk im Raum Krzywoszyn-Zalucze-Ronacze.
Am 13. März folgte bereits das Unternehmen Föhn II auch im Bereich der Rollbahn Brest-Sluzk zwischen Wolka Obrowka-Iwazewitschi-Hicze-Domanowo-Zarzecze.
Das Sonderunternehmen Ruda-Jaworska in und um Ruda-Jaworska wurde unter Beteiligung des Bataillons am 24. März 1943 als eintägige Aktion durchgeführt.
Weitere Aktionen folgten im April 1943. Vom 4. bis zum 8. April das Unternehmen Manyly im Raum der nördlichen Stadtgrenze Minsk - Ostroschizky-Gorodok, das Unternehmen Lenz Nord vom 9. bis zum 12. April im Raum Borissow-Smolewitschi-Lagoisk-Sembin und das Unternehmen Zauberflöte vom 17. bis zum 22. April im Stadtgebiet von Minsk.
Endes April am 28. begann das Unternehmen Draufgänger I im Raum nordostwärts Molodetschno und südostwärts Wilejka. Dem folgte sofort anschließend das Unternehmen Draufgänger II vom 1. bis zum 10. Mai im Raum Rudnja-Ostr. Grodek-Ilja.
Ab dem 19. Mai war das Bataillon des größeren Unternehmens Cottbus im Raum westlich von Lepel, das bis zum 28. Juni dauerte.
Vom 2. bis zum 5. Juli wurde das Unternehmen Günther im Raum Lagoisk/Rudnja- und Manyly-Wald durchgeführt.
Im Anschluss vom 12. Juli bis zum 11. August 1943 war das Bataillon am Unternehmen Hermann im Raum Koidanow-Kamienka-Rudnja-Naliboka-Terebejno-Naliboki eingesetzt.
Eine Ergänzungsoperation, das Unternehmen Stank im Raum südostwärts Koidanow, folgte vom 13. bis zum 15. August 1943.
Ab dem 20. August war die Einheit im Raum Begoml-Dokschizy zur „Bandenbekämpfung“ eingesetzt. Dieser Einsatz dauerte bis zum 24. Oktober 1943.
Durch die näher rückende Front kam es vom 30. Oktober bis zum 4. November zu regelrechten Kämpfen mit sowjetischen Widerstandskämpfern im Raum nördlich von Polozk.
Die schwierige Frontlage im Winter 1943/44 führte im März 1944 zu einem Fronteinsatz des gesamten, übergeordneten Polizei-Regiment 2 im Raum Polozk.
Während des Frühjahrs 1944 waren in einem Fall Angehörige des Reserve-Polizei-Bataillons 22 an der Massenerschießung von etwa 1000 Personen beteiligt, in dem sie die Exekutionsstelle abschirmten.
Das Partisanenunternehmen Frühlingsfest folgte vom 15. April bis zum 19. Mai im Raum Uschatschi.
Die letzte größere Aktion des Bataillons war das Unternehmen Kormoran im Raum Uschatschi vom 23. Mai bis zum 20. Juni 1944.
Als im August 1944 die Heeresgruppe Mitte vom sowjetischen Angriff überrannt wurde, wurde das Bataillon in Brandenburg stationiert. Dann erfolgte im Herbst 1944 die Verlegung an die Westfront, wo der Verband an der Front eingesetzt wurde.

## Kriegsverbrechen
Das Reserve-Polizei-Bataillon 22 wird mit vielen Kriegsverbrechen in Verbindung gebracht, bei denen Kriegsgefangene, Juden und sonstige Zivilisten getötet wurden. Diese Tötungshandlungen durch Angehörige des Bataillons waren Gegenstand mehrerer strafrechtlicher Ermittlungsverfahren.